# 留村镇 (保定市)
留村镇，是中华人民共和国河北省保定市徐水区下辖的一个乡镇级行政单位。原留村乡于2017年初撤乡设镇。

## 行政区划
留村镇下辖以下地区：
留村、南高桥村、常乐村、师庄村、北常堡村、留东营村、东庄村、南庄村、田庄村、胡家营村、仪村、山东营村、刘祥店村、半壁店村、荆塘埔村、大营村、南亭村和北高桥村。